# Rihard Hafner Lahorski
Rihard Hafner Lahorski (1891. – 1. lipnja 1980.), hrvatski novinar i publicist
Rođen je u Osijeku, u kome je proveo životni vijek. Novinarstvom se bavio od 1913. godine. Počeo je u osječkom dnevniku Narodna obrana, a zatim prelazi u Hrvatski list, a poslije Drugog svjetskog rata u Glas Slavonije. Umirovljen je 1947. godine.
Jedini hobi bio mu je sportski ribolov. Prvi je opisao salmonidske vode Slavonije. Bio je stalni suradnik svih ribolovnih glasila u tadašnjoj Jugoslaviji. Javljao se u sarajevskom "Ribarskom listu", zagrebačkom "Ribolovnom vjesniku", a bio je pokretač i prvi urednik osječkog Ribolovnog glasnika, mjesečnika koji je izlazio od 1925. do 1928. godine. Izabran je za prvog tajnika ORŠK-a, a tu je dužnost korektno obavljao. Autor je prvih pravila Kluba. Godine 1952. tiskana mu je knjiga "Športski ribolov na slatkim vodama". Cijela naklada rasprodana je u vrlo kratkom vremenu, što najbolje govori o vrijednosti djela.
Kao pasionirani pastrvaš bavio se izradom umjetnih mušica. Svoja bogata iskustva s visinskih voda pretočio je u mamce od konca i perja, i tako su nastali i ribičkoj Europi poznati njegove originalne mušice "glogovka", "ožujka","crveni prelac",  "sivi prelac", "šumski prelac", "rumenka", "velika tetrijebovka", "vrbovka", "zmajevka" i druge. Za svoj izuzetno plodan rad primio je najviša priznanja svog ORŠK-a, Sportskog ribolovnog saveza (SRS) Hrvatske i SRS bivše Jugoslavije.
Izvor:
- Vladimir Zobundžija: "Feljton (22): Osamdeset godina Osječkog ribolovnog športskog kluba", Glas Slavonije, 29. V. 2003, str. 24.